# STDU Explorer
STDU Explorer es un gestor de archivos para la previsualización y la gestión de PDF, DjVu, Comic Book Archive (CBR o CBZ), XPS y formatos de archivo de imagen como BMP, GIF, JPEG, PNG, PSD y WMF. Funciona bajo Microsoft Windows , y es gratuito para uso no comercial.

## Características
STDU Explorer admite las operaciones estándar, tales como cortar, copiar, pegar, mover, borrar, renombrar, la integración menú contextual y vistas de árbol de carpetas. El programa presenta un panel de vista previa para mover de un tirón a través de archivos de varias páginas, que puede generar vistas previas en miniatura ajustables de las imágenes y el contenido de los libros electrónicos PDF.